# Célula mamosomatotropa
Las células mamosomatotropas son células poco diferenciadas que aparecen en la adenohipófisis del embrión en torno a las 5 semanas de formación, y que segregan tanto hormona del crecimiento (GH) como prolactina (PRL).
Entre las 8 y las 10 semanas de desarrollo embrionario, estas células se diferencian en dos grupos distintos:
- Células somatotropas: células de la adenohipófisis que producen hormona del crecimiento (GH).

- Células mamotropas o lactotropas: células de la adenohipófisis que producen prolactina (PRL).

## Desarrollo hipofisario posterior
- A las 11 semanas, se desarrollan las conexiones vasculares entre el hipotálamo y la hipófisis.

- De 11 semanas en adelante, la hipófisis aumentará de tamaño entre 30 y 40 veces, y su contenido en prolactina se multiplicará por mil (desde 2 hasta 2.000 ng).